# إرنست ألبرت جارنجتون
إرنست ألبرت جارنجتون (بالإنجليزية: Ernest Albert Garlington) هو عسكري أمريكي، ولد في 20 فبراير 1853 في نيوبيري في الولايات المتحدة، وتوفي في 16 أكتوبر 1934 في سان دييغو في الولايات المتحدة.